# Kasteel Eyneburg
Het Kasteel Eyneburg of Emmaburg bij het dorp Hergenrath in de gemeente Kelmis, gelegen in het voormalige hertogdom Limburg, is een van de belangrijkste historische gebouwen in de Belgische Oostkantons. Het is een van de weinige kastelen van het hertogdom Limburg dat op een heuvel gebouwd is in plaats van in een dal. Het domineert de linkeroever van de rivier de Geul en is gelegen ongeveer 1 kilometer ten zuidwesten van de klokkentoren van Hergenrath. Men beschermde zich door middel van aangelegde grachten. Wat de ligging betreft, lijkt dit kasteel op Kasteel Schimper gelegen op de rechter Geuloever, ongeveer 3 kilometer stroomafwaarts.
Niet alleen het middeleeuwse aanzien van het kasteel, maar ook de ligging op een rots hoog boven het Geuldal maken de Eyneburg tot een mysterieus en aantrekkelijk bouwwerk. Het kasteel vormt een gesloten geheel, dat houdt in dat de gehele burcht met muren is omgeven. Datzelfde geldt voor het uitgestrekte park. Het Kasteel Eyneburg ligt op een beboste heuvelrand en is omgeven door bossen en weilanden. In de volksmond staat de burcht ook bekend onder de naam Emmaburg.

## Legende
De legende gaat als volgt: Emma, de dochter van Karel de Grote, mocht van haar vader geen afspraken met mannen maken. En zeker niet met hovelingen. Het lot wilde echter dat Emma verliefd werd op Einhard, die schrijver aan het hof van Karel de Grote was. Op een nacht spraken de twee geliefden heimelijk af op de Eyneburg. Na afloop van hun ontmoeting bleek er echter sneeuw te zijn gevallen. Om haar geliefde niet te verraden droeg Emma haar geliefde op haar rug naar binnen in het paleis te Aken. Toch werden de twee tortelduifjes betrapt door keizer Karel die vanwege zijn reuma niet kon slapen. Hij besloot hen echter niet te straffen, maar schonk hen nadat ze getrouwd waren het Kasteel Eyneburg.
De legende is uitgebeeld op de waterput op de binnenplaats, waar een vrouw te zien is die een man op haar rug draagt. De saga van Einhard en Emma kan gaan over de verhouding van de dochter van Karel de Grote, Bertha (779/780 -828, 814 verbannen van het Hof) met de hofgeestelijke Angilbert.

## Geschiedenis

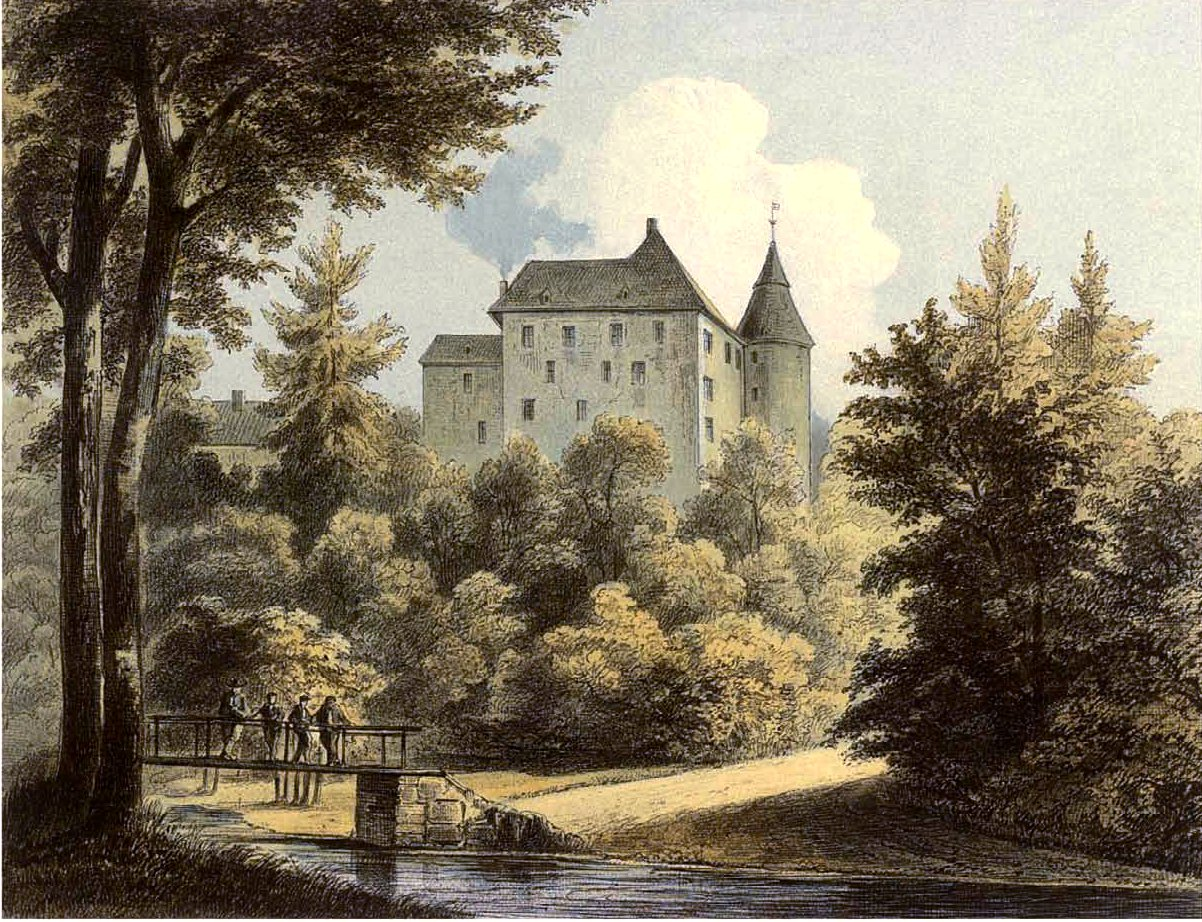
Kasteel Eyneburg rond 1860

Kasteel Eyneburg werd voor het eerst genoemd in 1260. Jacques de Hemricourt noemt: dominus  Hermannus de Enebergc, filius domini Alexandri de Wilre (Voeren) in een akte van 4 april 1239 bij een schenking van een allod a Niel en Gingelom door ridder Arnold van Corswarem. Waarschijnlijk werd het nieuwe kasteel rond 1230 op deze plek gebouwd om de nabijgelegen galmeigroeven te beschermen. Deze waren in de middeleeuwen namelijk de motor van de economie. In die tijd was het kasteel, als voormalig leengoed van de Akense Marienkerk, in het bezit van de ridderlijke familie Van Eyneberghe. In 1371 erfde de dochter van Daniel en de kleindochter Cunigunde van Gerhard van Eyneburg, getrouwd met  Daem van den Bongaert, het kasteel. Haar dochter, Bela van den Bongaert trouwde in 1430 met Arnold van Tzevel. Door het huwelijk tussen Bela‘s dochter, Joan van Tzevel, en Johan Dobbelstein van Donrath kwam het kasteel voor de komende drie eeuwen in het bezit van de familie Van Dobbelstein.
In 1640 brandde het kasteel af, waarna Johan van Dobbelstein, getrouwd met Helwige van Horion, al snel weer startte met de herbouw. Hij bouwde tussen 1640 en 1648 een voorburcht die de echte burcht nog in grootte overtrof. In de boeken uit die tijd werd de voorburcht als "reusachtig" omschreven. Baron Karl August Dobbelstein van Donrath, verkocht Kasteel Eyneburg ten slotte in 1786 aan Josef Rainer Turbet.
In de 19e eeuw veranderde het kasteel meerdere malen van eigenaar.  In 1836 werd Baron Florent van Thiriart om Mützhagen eigenaar, daarna zijn achterneef, Baron de la Rousselière-Clouard, enz.
Nadat het kasteel in de loop der eeuwen in het bezit van verschillende adellijke geslachten was geweest, werd het in 1897 gekocht door de Akense lakenfabrikant Theodor Nellessen (1842-1926). Hij verbouwde de in vervallen staat verkerende burcht  tot een burgerlijk landhuis. Hierbij poogde hij de middeleeuwse kenmerken van de burcht te behouden. Direct na de aankoop startte hij met de verbouwing van het kasteel. Voor deze verbouwing, die plaatsvond in 1900 en 1901, riep hij de hulp in van de architect van de dom van Straatsburg Ludwig Arntz. Deze slaagde er in het imposante bouwwerk zo te verbouwen dat het aanzien behouden bleef. De neogotische kapel met zijn ranke klokkentoren werd door de Akense architect Johannes Richter ontworpen. De bouw vond plaats in 1902. In 1958 verliet de familie Nellessen het kasteel. Het waardevolle interieur met meubels, schilderijen, porselein etc. werd in 1958 in Aken per opbod verkocht. Het kasteel is sindsdien leeg. Het kasteel werd vervolgens het bezit van de Hergenrather Kalkwerke AG. Op 18 juli 1966 werd Kasteel Eyneburg uitgeroepen tot beschermd monument.
In 2001 werd het kasteel gekocht door de Eyne GmbH. Tussen 2004 en 2009 werd gepoogd om op de burcht een centrum voor Middeleeuwse leefwijzen te openen. Er waren een bakkerij, een burchtcafé en winkels van verschillende ambachtslieden gevestigd waar middeleeuwse kleding, zwaarden, wierook en fantasy-artikelen te koop waren. Op de binnenplaats oefenden ridders het zwaardvechten en boeren en buitenlui hadden in het park hun kampement opgeslagen. Regelmatig vonden er ook grotere evenementen plaats, zoals met Pasen, Pinksteren en Halloween. Anno 2012 is de burcht echter gesloten vanwege een faillissement. Het kasteel is gesloten en niet meer toegankelijk voor bezoek.
Kasteel Eyneburg is momenteel eigendom van de "Société des Carrières de Hergenrath" die het bij gelegenheid ter beschikking stellen aan de gemeente.

## Gebouw
Het complex bestaat vandaag de dag uit het kasteel met bergfried, een kapel en een landbouwbedrijf.
De grote ronde bergfried werd gebouwd tijdens de eerste bouwfase van het kasteel. Aan de donjon werd in de 15e eeuw, door de laatste Heer van Eyneburg een woonhuis toegevoegd, verwoest door de brand van 1640. Tijdens de herbouw in de 17e eeuw werd het woonhuis met een verdieping verhoogd. In de 19e eeuw was het kasteel sterk vervallen. Theodor Nellessen liet het kasteel herstellen en uitbreiden met een neogotische kapel.
Het voorstuk van het kasteel heeft minder veranderingen ondergaan. De twee verdiepingen tellende noordelijke vleugel dateert uit de 17e eeuw, echter de gevel op de binnenplaats is vernieuwd. De zuidelijke helft van de westelijke vleugel werd gebouwd in de 15e eeuw, de noordelijke helft met de kruiskozijnen in de 17e eeuw.
De buitenmuren van het langgerekte zuidvleugel behoren tot bouwfasen uit de 15e en 16e eeuw, de westelijke helft dateert uit de 17e eeuw. Daar is een poort met het wapen van baron Johan Karl Dobbelstein van Donrath en zijn vrouw Catharina Barones von Westerholt-Lembeck uit het jaar 1722.

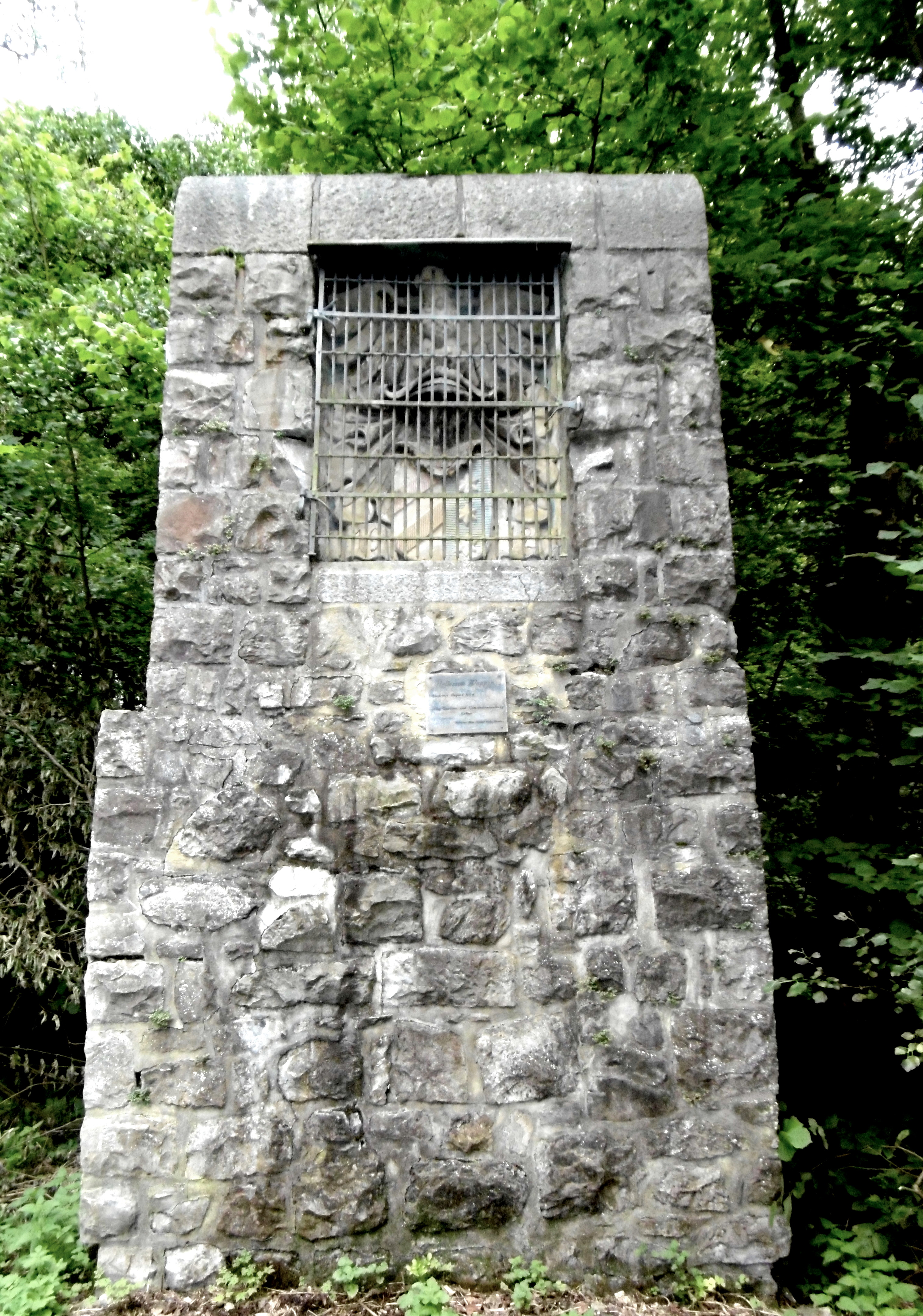
Ingang naar Kasteel Eyneburg
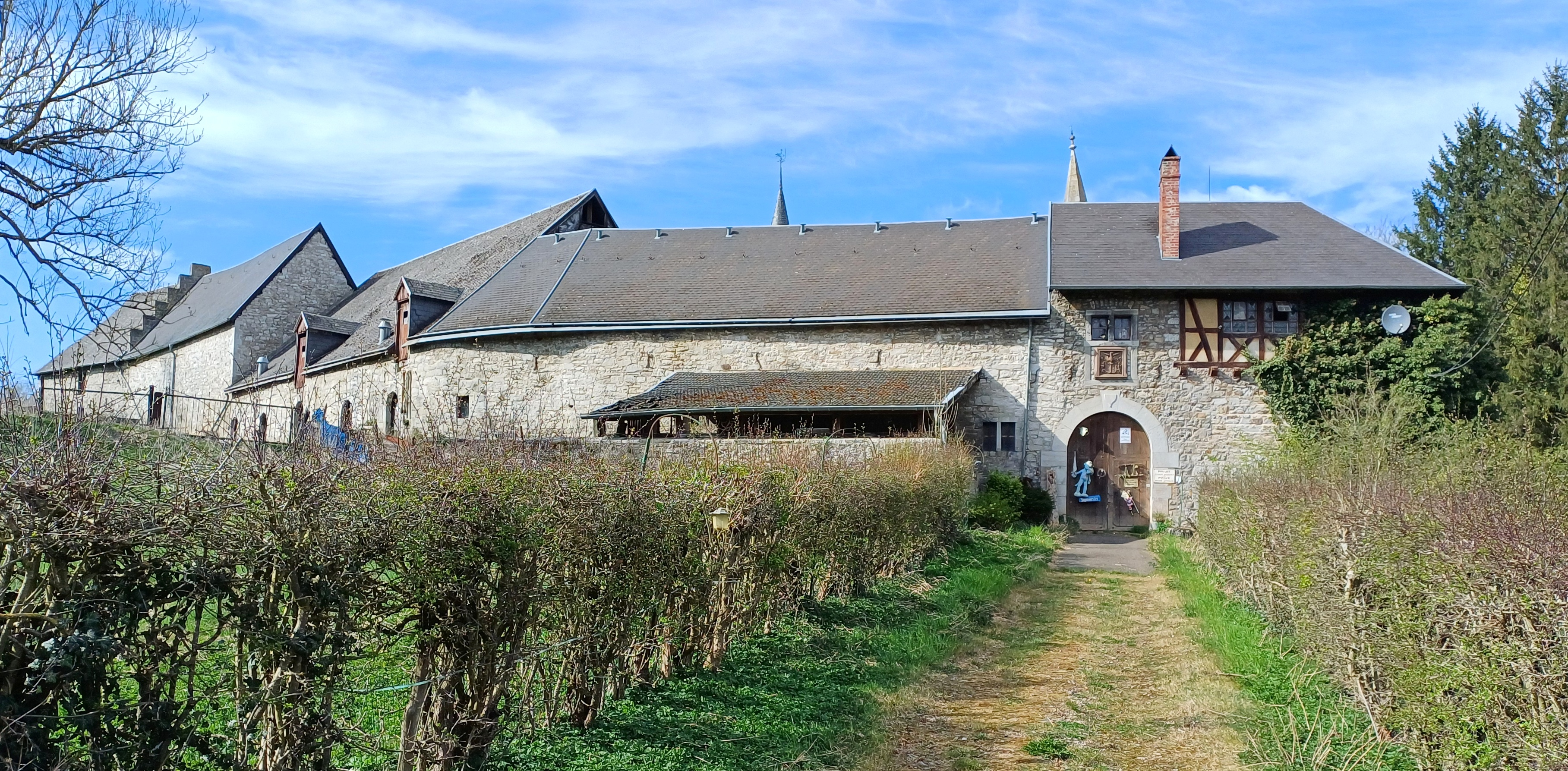
Eyneburg, Weidezijde
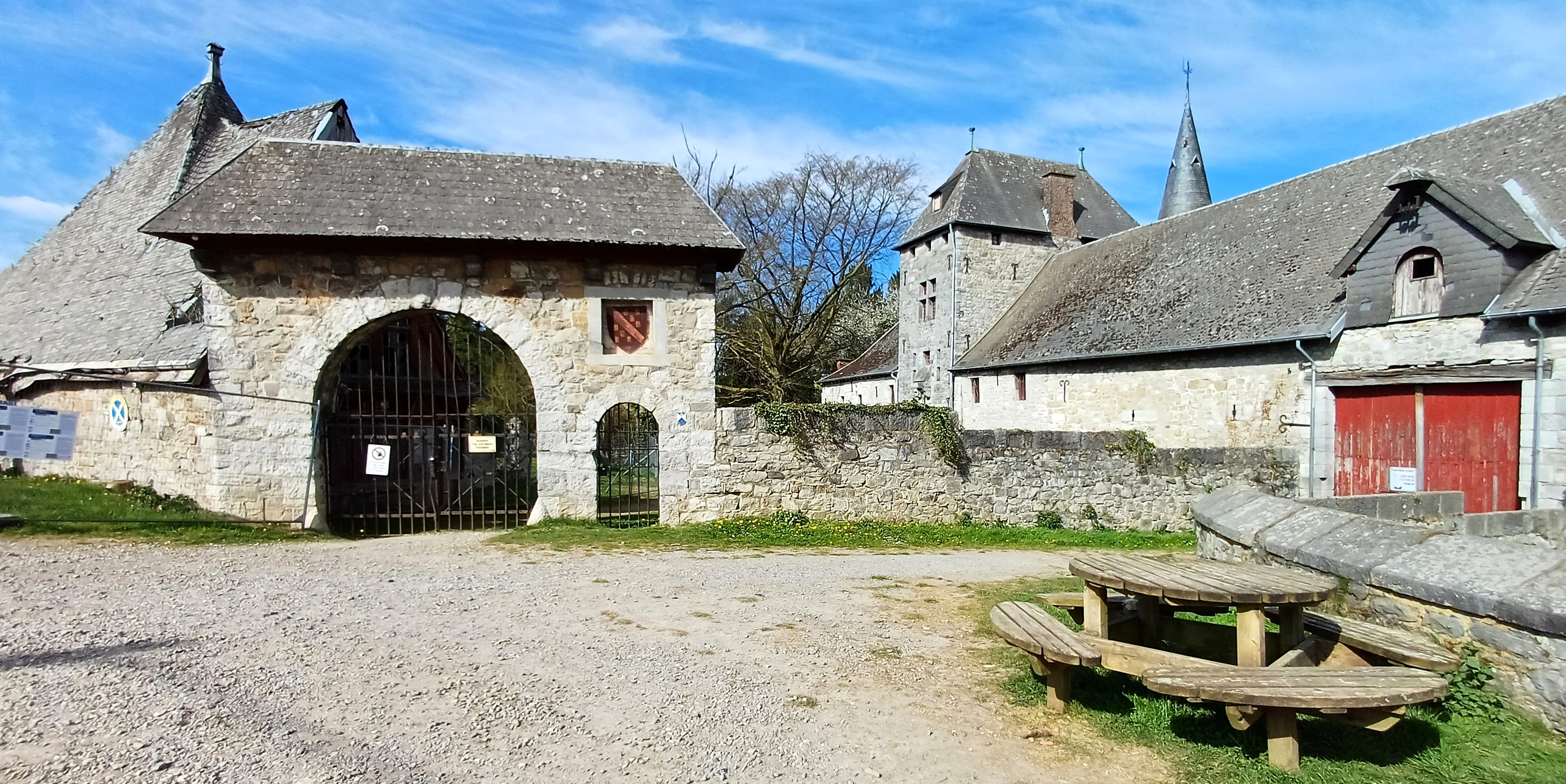
Eyneburg, Torenpoort
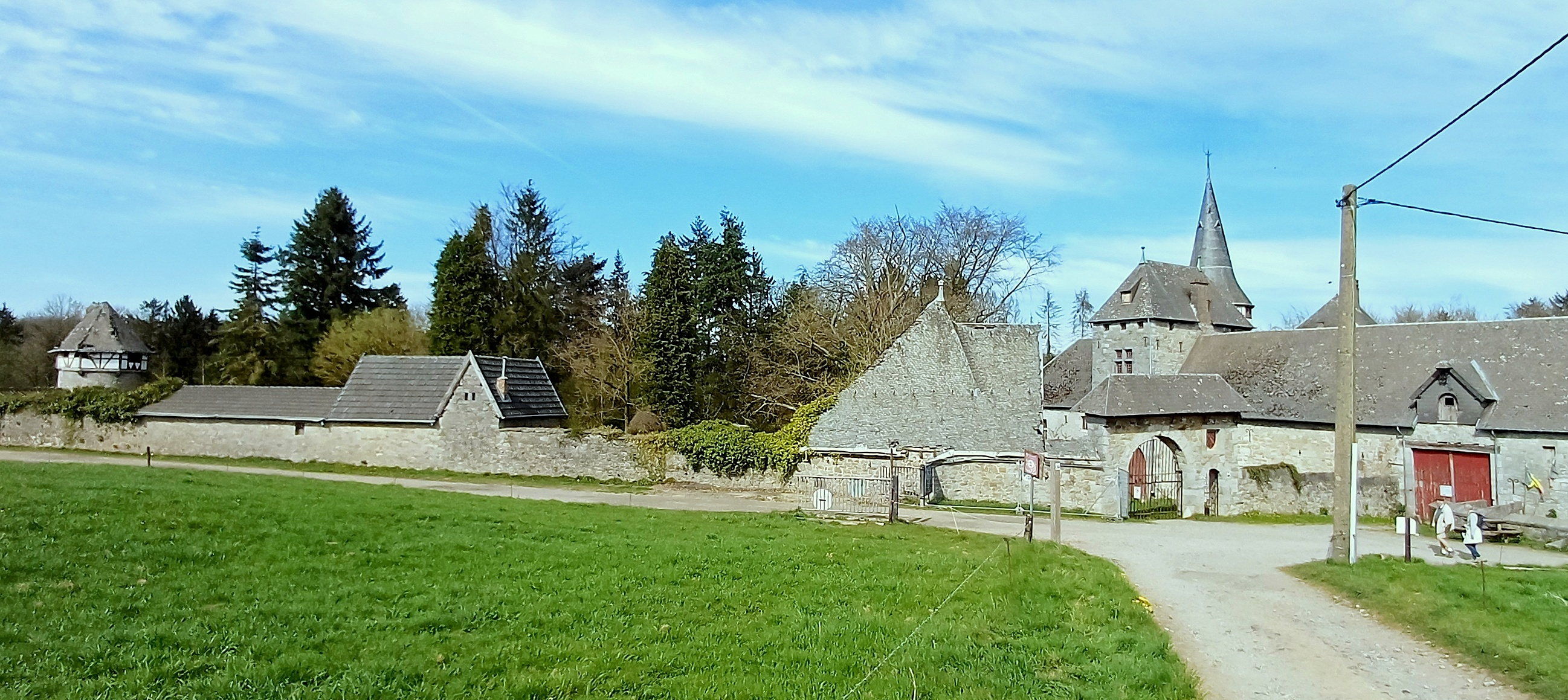
Eyneburg, Zijaangezicht